# 大橋宗英
大橋宗英（おおはし そうえい、宝暦6年（1756年） - 文化6年11月17日（1809年12月23日））は江戸時代の将棋指し。九世名人。将棋三家の一つ大橋分家六代目当主。大橋分家出身者としては2人目の名人。分家五代目大橋宗順の子。分家七代目大橋宗与の父。その強さから「実力十三段」、「鬼宗英」などと称された。江戸時代の最強名人とも評される。

## 経歴
幼名を七之助という。根岸鎭衞の著した『耳袋』によると、五代宗順の庶子の身分であった為、幼少時代に里子に出されていたが、将棋の抜群の才能（「天然の上手」）を認められて呼び戻されることとなり、家督を継ぐことになったという。
（安永2年（1773年）に宗英と改名。しばらくは鵜飼弥五郎、福島竜治、井出主税といった在野棋客との対戦が続いた。安永7年（1778年）に御城将棋へ初出仕。伊藤家の五代目伊藤宗印と角落されで対戦し圧倒する。同年の11月23日には大橋本家の大橋印寿（九代大橋宗桂）と藤堂和泉守宅で角落されで対戦し、やはり圧勝した。
安永8年（1779年）の2月18日に五代宗印と左香落されで対戦、新戦術の鳥刺しを用いて勝つ。同年の御城将棋では父の宗順との父子対戦を行う（左香落されで勝ち）。
天明2年（1782年）と天明3年（1783年）の御城将棋で、五代宗印と印寿（九代宗桂）とそれぞれ右香落されで対戦、五代宗印には勝利するが印寿には敗れる。
天明4年（1784年）の御城将棋で伊藤印嘉（後の六代宗看）と右香落ちで対戦して勝つ。翌天明5年（1785年）には六段に昇段、九代宗桂（この年に印寿より改名）と右香落されで対戦し勝つ。
その後も後輩の宗看を寄せ付けず、名人候補者となった九代宗桂との好勝負を続け、寛政元年（1789年）には七段になる。同年に九代宗桂は将棋所を再興し名人となる。同年の御好で左香落されで宗桂と対戦し、持将棋となった。この前後に宗英は八段を許されたと推測されている。寛政2年（1790年）の御城将棋には宗桂と平香交りで対戦、平手戦は稀代の一局と称される名局となった（宗英勝ち）。
寛政4年（1792年）の10月3日、父の宗順が60歳で没する。
寛政7年（1795年）の御城将棋で六代宗看に香落ちで勝つ。寛政10年（1798年）の御城将棋では宗看との手合いは平香交りに接近したが、平手番で宗英が勝利した。
寛政11年（1799年）8月14日、九代宗桂が没し、宗英が名人を襲名。これまでの名人は詰将棋（献上図式）を献上していたが、宗英の代でその伝統は絶えた。「詰め物なら君仲（桑原君仲）にでもできる」と語ったという伝承があるが、真相は不明である。
文化3年（1806年）の御城将棋で初出勤となる子の英長（七代宗与）と父子対戦する（飛車落ちで英長の勝ち）。
文化6年（1809年）11月17日、御城将棋の日に出勤したが急病を起こし退席、帰宅後まもなく息を引き取ったという。11月11日に内調済であった伊藤看理（六代宗看の子）との飛車落ちでの対戦が絶局となった（看理が勝ち）。墓所や戒名は不明となっている。
榊原橘仙斎の『将棋営中日記』の中で挙げられた一世から十一世までの歴代家元の中では最強の名人と謳われ、「守りを固める」などの「負けにくい将棋」を指すという戦術、飛車先交換の有利性など大局観の革命をもたらした人物でもある事から「近代将棋の祖」ともいわれている。
嫡子の七代大橋宗与は棋才には恵まれなかったが、宗英の著書の出版事業にいそしみ、将棋の普及に尽力した。また、大橋柳雪は六代宗英の晩年の弟子で七代宗与の養子となり、一時大橋宗英を名乗ったが廃嫡された。六代宗英の棋才は柳雪を経て幕末の棋聖・天野宗歩に受け継がれることになる。